# Пашкевож
Пашкевож — река в России, протекает по территории Троицко-Печорского района Республики Коми. Устье реки находится в 27 км по левому берегу реки Укъю. Длина реки составляет 24 км.
Река берёт начало на Северном Урале, на северных склонах горы Маньянгтумп (784,5 м НУМ). Начало реки находится близ границы с Ханты-Мансийским автономным округом и на глобальном водоразделе Печоры и Оби, рядом лежат верховья реки Янгтумп.
Течение носит горный характер, сначала река течёт на северо-запад, затем поворачивает на юго-запад. Всё течение проходит в ненаселённой холмистой тайге на территории Печоро-Илычского заповедника. Ширина реки в верхнем течении составляет 10—12 метров, в среднем и нижнем течении — около 20 метров. Скорость течения перед устьем — около 1,1 м/с.

## Данные водного реестра
По данным государственного водного реестра России относится к Двинско-Печорскому бассейновому округу, водохозяйственный участок реки — Печора от истока до водомерного поста у посёлка Шердино, речной подбассейн реки — Бассейны притоков Печоры до впадения Усы. Речной бассейн реки — Печора.
По данным геоинформационной системы водохозяйственного районирования территории РФ, подготовленной Федеральным агентством водных ресурсов:
- Код водного объекта в государственном водном реестре — 03050100112103000058648
- Код по гидрологической изученности (ГИ) — 103005864
- Код бассейна — 03.05.01.001
- Номер тома по ГИ — 03
- Выпуск по ГИ — 0